# Warhammer 40,000
 (транскр.  Vorhamer 40.000; takođe i Warhammer 40k, WH40K ili samo 40k) primarno predstavlja stratešku ratnu igru minijaturama (figurice prosečne visine oko 3 cm), čiji je proizvođač Games Workshop. Radnja igara smešta se u fiktivni univerzum, u daleku distopijsku budućnost naše galaksije, u 41. milenijum nove ere (na šta i broj 40.000 iz samog imena ukazuje - četrdesethiljadita godina). Prva edicija igre objavljena je 1987. godine (danas je u svom desetom izdanju, objavljenom juna 2023.) i sa bogato razrađenim svetom koji obuhvata tumači se kao jedan od najboljih predstavnika žanra mračne fantastike (engl. grimdark).
Warhammer 40000 ljubitelji mogu iskusiti kroz više različitih hobija. Pored samog igranja više oblika strateških igara (najčešće između dva igrača) tu su i kolekcionarstvo, maketarstvo, kompjuterske igre, animacije, ali i bogata literatura u kojoj je moguće uživati bez dodirnih tačaka sa ostalim aspektima hobija. Same stone-igre imaju vrlo kompleksna i detaljna pravila, a igraju se pomoću minijaturnih figura i modela koje igrači kupuju i sakupljaju, te samostalno ručno sklapaju i farbaju. Svet u kom se igre odvijaju izrazito je detaljan i kontinuirano se širi putem knjiga koje redovno publikuje izdavačka kuća Black Library, koja broji više stotina dela različitih formata (serijali knjiga, romani, novele, kratke priče, audio-drame, grafički romani) isključivo na temu prošlih i trenutnih dešavanja u ovom univerzumu.
Aktuelne informacije o igri igrači u svetu najčešće prate uz pomoć časopisa White Dwarf (Beli patuljak) koji Games Workshop i danas redovno izdaje, a prvi broj izašao je 1977. godine, dok se sam Warhammer 40.000 prvi put pojavljuje u broju 93, u septembru 1987. Ekspanzije i nove edicije igre redovno se objavljuju i ažuriraju se pravila u vezi sa samom igrom, balansom suprotstavljenih armija, pravila korišćenja terena, kao i drugi načini igranja igre i ostale varijacije.
Warhammer 40,000 stvorio je Rik Pristli (engl. Rick Priestley) 1987. godine, kao futuristički oblik Warhammer Fantasy Battle igre (takođe stona strateška igra, ali sa tematskim fokusom na epsku fantastiku), a čija se današnja unapređena verzija zove Doba Sigmarovo (engl. Age of Sigmar).
Igrači počinju sakupljanjem i farbanjem pojedinačnih minijatura najčešće dimenzija 28 mm (1,1 in), koje predstavljaju futurističke armije različitih rasa, razna stvorenja, oklopna borbena vozila i terene. Ove figurice se formiraju u odrede ili jedinice različitih armija, sa ciljem da pariraju protivničkoj armiji drugog igrača. Svaki igrač donosi približno isti skup jedinica za stonu borbu sa ručno modeliranim ili kupljenim terenom. Igrači zatim odlučuju o scenariju, u rasponu od jednostavnih okršaja nekoliko operatora, pa sve do kompleksnih bitki sa više desetina ili čak stotina vojnika. Igra se realizuje u naizmeničnim krugovima, pomeranjem figurica po terenu, bacanjem kockica za odlučivanje o ishodima okršaja i sabiranjem poenta na kraju igre. Partije mogu trajati od jednog sata do nekoliko dana u zavisnosti od veličina armija i vrste scenarija (s obzirom na to da pojedinačne bitke mogu biti deo kampanja).

## Istorija
U 1983. godini, Games Workshop je objavio fantazi temiranu igru pod nazivom Warhammer, i to se pokazalo toliko uspešan, da je kompanija je zamolio da ga dizajner Rik Pristli, da razvije naučno-fantastični opcija. Pošto su pre početka igre radionice, Pristli je privatno radi na naučne fantastike društvene igre pod nazivom "prevarant". Pristli je dodao Warhammer elementi, kao što su magija i naučna fantastika kolege vilenjaci i orkovi. Warhammer 40,000: prevarant je objavljen u 1987. godini. Prvo izdanje igre je više uloga igranje igra sa naglaskom na male muke sa arbitar, posmatranje za igrača. Pristli je shvatio da je igračima potrebna pravi ratna igra, a ne igranje uloga igre, a u drugom izdanju sudija je uklonjen, a igračima je dozvoljeno da rasporedi više ratnika. Warhammer 40,000 postao još više uspeha nego njegov prethodnik fensi, i ubrzo Games Workshop proizvodi niz spin-off igre, kao što su Necromunda, borbenog Gotike, i GorkaMorka.

### Uticaj
Od detinjstva Rik Pristli je bio strastveni igrac minijaturnih ratnih igara. Posebno snažan uticaj na Warhammer 40,000 su bitke! Practical Wargaming od Charles Grant i Laserburn od Bryan Ansell.

Pristli citira J. r. r. Tolkina, Lavkrafta, Dune, Izgubljeni Raj, i PAKAO 2000 , kao glavnih faktora koji utiču na podešavanje. Pristli je osećao da Warhammer-to je koncept Haosa, a ceo njegov kolega Brajan Ansell pored svetovi Haosa, bio previše primitivan i previše liče na dela Majkla Murkoka, da je on razvio ga dalje, uzimajući inspiraciju iz izgubljenog Raja. Istorija cara deluje sinova podlegli iskušenja Haosa namerno paralele pada Satane u izgubljenom Raju. Imperium čoveka-to je kritika religije:
To me the background to 40K was always intended to be ironic. [...] The fact that the Space Marines were lauded as heroes within Games Workshop always amused me, because they’re brutal, but they’re also completely self-deceiving. The whole idea of the Emperor is that you don’t know whether he’s alive or dead. The whole Imperium might be running on superstition. There’s no guarantee that the Emperor is anything other than a corpse with a residual mental ability to direct spacecraft. It’s got some parallels with religious beliefs and principles, and I think a lot of that got missed and overwritten.— Rick Priestley, in a December 2015 interview with Unplugged Games

## Izdanja

### Slobodni trgovac (1987)
Prvo izdanje igre, Warhammer 40,000: Rogue Trader, bio je objavljen u 1987.godini. dizajner igri Rik Pristli je stvorio originalni skup pravila (na osnovu savremenih drugog izdanja knjige Warhammer Fantasy Battle) zajedno sa Warhammer 40000 igromirom. Igru prevarant je u velikoj meri usmerena na osvajanje nazad , a ne stroge kompanije vargaming. Ova originalna verzija izašla je veoma detaljna, mada i prilično neuredan, kod pravila, koji su ga najpogodniji za gašenje malih bitki. veliki deo sastava jedinica određuje nasumično, tako da je valjanje kocke. Nekoliko stavki podešavanja (bolterami, lasguns, frag-bombe, oklop Terminatorov) može se videti u setu ranije, kompanija vargaming pravila pod nazivom Laserburn (proizvodnja sada ugašene firme Društvene igre) Autor: Brajan Ansell. Ova pravila su kasnije proširena sa obe ansell i Ričard Hallivel (oba od kojih je na kraju radi za igre master-klasa), iako su pravila su preteča prevarant.
Pored toga, dodatne materijale stalno objavljuju u Beli patuljak časopis, koji predviđa pravila za novih jedinica i modela. Na kraju krajeva, Beli patuljak uslovom da je pravilno "vojske liste", koji se mogu koristiti za stvaranje velikih i više uzastopnih snage, nego što je bilo moguće u okviru osnovnih pravila. Ovi članci su vreme od vremena pušten u širenju knjige, zajedno sa novim pravilima, spravočnыmi materijala i ilustracijama. Sve je deset knjiga pušteni za originalnoj verziji WH40K: "Šef je odobrio - knjiga Astronomican", "Kompendium", "Warhammer 40000 Zbornik", "Waaagh - orke", dve "Carstvo Haosa" ("robovi Tame" i "Izgubljen i prokleti"), "idemo", "Freebooterz", "bitka ručno" i "auto Uputstvo za upotrebu." 'Borbeni vodič ne samo da je promenio i kodificirovanih pravila borbe, ali je predstavio ažurirane statističke podatke za većinu oružja u igri. 'Auto vodič' sadrži novi sistem za upravljanje vozilom na stolu, koji je bio namenjen da zameni prilično glomazan pravila u osnovnom čvrsto vezan ručnom, tako i u crvenom knjiga proizvodnja kompendium, on je snalažljiv lokaciju cilj sistema koji se koristi acetat krstić, da imitiraju oružje dobija na vozilu siluete sa različitim oklop vrednosti za različite mesta (na primer, staza, motor, prostorija, magacin municije, i tako dalje). 'Waaagh - orkova je uvodni vodič za orkova kulture i fiziologije i ne sadrži nikakva pravila, ali je bio čist fon ('top'), ostala utr-tematske knjige, a ne da su opremljene vojske liste ne samo za velike ork klanova, ali i za zelenokožih pirata i plaćenika odela. "Carstvo Haosa" knjige u čvrstim koricama su pozamašnu tomovima, koji je uključivao i pravila za haos u Warhammer 40000, Warhammer fantazije i Warhammer Fantaziji igranje uloga igra (3-e izd.).

### Drugo izdanje (1993)
Drugo izdanje Warhammer 40,000 je objavljen krajem 1993. godine. To novo polje za igru stvoreno pod nadzorom urednika Endi Čejmbers. Drugo izdanje izašlo je u boks-set, koji je uključivao kosmodesantnika i kpz minijature, pejzaža, igranje kocke i osnovna pravila. Proširenje boks-set pod nazivom tamne milenijuma kasnije je pušten, koji je uključivao pravila za mentalne snage. Još jedna karakteristika igre je postao pažnju na "specijalni karakteri", od određenih ljudi iz pozadine, koji je imao pristup do opreme i sposobnosti osim onih drugih, ranije izdanja postoje samo tri zajedničke "herojski" profili za svaku vojske: 'prvak', 'manji heroj" i " glavni junak.

### Treće izdanje (1998)
Treće izdanje igre je objavljen u 1998, i, kao drugo izdanje, usmerena na regulisanju pravila za velikih bitaka. Trećeg izdanja pravila su znatno lakše. pravilnik je dostupan na miru, ili u boked skup sa sličicama svemirskih pešadije i nedavno su se pojavile tamni Eldari. Sistem vojske 'pravila' ta renovacija potrajala sve u treće izdanje.
Do kraja trećeg izdanja, četiri novih kodova vojske su ušli: kseno (stranac) rase Nekronov i Tau, i za dve vojske inkvizicije: Ordo Maleus (tkz. Daemonhunters), i kompanije Ordo Hereticus (tkz. Witchhunters); elementi poslednje dve vojske je nastao još pre toga, u dodatnim materijalima (kao što su Carstvo haosa i Zakonik: sestre bitke). Na kraju trećeg izdanja, ove vojske su objavljivati sa novim dizajnom i vojnih liste. Izdanje Tau poklopio sa rastom popularnosti igre u SAD.

### Četvrto izdanje (2004)
Četvrto izdanje igri Warhammer 40,000 je objavljena u 2004.godini. u ovom izdanju nisu toliko ozbiljne promene kako pre izdanja, i da je "Kompatibilan" jedni sa vojskom trećeg izdanja zakonika. Četvrto izdanje je pušten u tri oblika: prvi je posebna knjiga u tvrdom povezu verzija, sa dodatnim informacijama od slikarstva, pejzaža, zgrade i dodatne informacije o igri Warhammer 40,000 Univerzuma. Drugi boks-set, pod nazivom Bitka za Makragg, koja je uključivala u kompaktnom meki-poklopac verzija pravila, pejzaža, kockice, šabloni i Space Marines i Tiranidov minijature. Treći je bio ograničen sakupljač izdanje. Bitka za Makragg je u kutiji', fokusira prvenstveno na početnike. Bitka za Makragg bio je zasnovan na invazija Tiranidov Ultramarine planete Makragg. Proširenje za to bio je objavljen pod nazivom Bitka besni na!, u kome se pojavljuju nove skripte i jedinica, kao ratnik Tiranidov.

### Peto izdanje (2008)
Peto izdanje iz Warhammer 40,000 je objavljena 12. jula 2008. godine. Dok postoje neke razlike između četvrtog i petog izdanja, opšte pravilo skupa akcija brojne sličnosti. Rukopis knjige do petog izdanja i dalje je kompatibilan samo sa nekim promenama, kao ove vojske funkcije. Zamena za prethodnog izdanja Bitka za Makragg početni skup se zove napad na crnu postigne, koje karakteristike pocket kod pravila (sadrži kompletan set pravila, ali pada pozadina i hobi sekcije pune veličine kod pravila), i starter ork i prostor marine vojske. Svaka vojska sadrži TSU izbor, ili ork Warboss ili prostor pomorski kapetan.
Nove dopune pravila daju mogućnost za pešadiju modele "legne na dno", kada je pod vatru, pružajući dodatnu zaštitu zbog mobilnosti i snimanja, kao što su nыrяюt u sklonište. Stvarni vidokruga morate da puca na neprijatelja modele. Takođe se uvodi mogućnost pokretanja, u kojoj jedinice mogu da odustanu od pucnjave, da se pokrije što više zemlje. Pored toga, poklopac je promenjen tako da je sada lakše po jedinici, da se poklopac spase. Oštećenja vozila su pojednostavljen i značajno smanjiti, i tenkovi sada mogu da ram drugih vozila. Neki od ovih pravila, izgrađenih u skladu sa pravilima, koji su postojali u drugom izdanju, ali su ukinute u trećem. Pored toga, 5. izdanje kodeksa primetio povratak mnogih jedinica, prethodno iseći u prethodnom izdanju za ono što glomazan pravila. Ove jedinice su uglavnom doneli sa većinom od svojih starih pravila, optimizovane za novog izdanja. Peto izdanje izdaje u osnovi kosmičkog pomorskih snaga, uključujući ukidanje Daemonhunters u korist vojske, sastavljene gotovo isključivo od sive vitezova, posebna glava svemirskih pešadije, koji su u prethodnim izdanjima, obezbedila elite izbor Daemonhunter vojske listu. Još jedna značajna promena je ofset od metalne figure smole kompleti.

### Šesto izdanje (2012)
Šesto izdanje je pušten na 23. juna 2012. godine. Promene u ovom izdanju uključuju usvajanje fakultativnog psihičku snagu kartice sistem, sličnu igru sestra proizvoda Warhammer Fantasy battle , kao i omogućavanje potpunog pravila za avione i čudovišta i velikoj preradi, kako je šteta će biti rešen u pogledu vozila. Ona takođe uključuje napredne pravila za bližu komunikaciju sa prirodom i više dinamičan bliski. Pored ažuriranja postojećih pravila i dodavanje novih, 6. izdanje uveo niz drugih značajnih izmena: Savez sistema, u kojoj igrači mogu da se povuče jedinice iz drugih vojski u obavljanju svojih zadataka, sa različitim nivoima poverenja; izbor uzeti jedan fortifikacionnoe struktura, kao deo svoje snage; i komandant karakterne osobine, koji će omogućiti igrač starešini da steknu potpuno slučajnom osobina koja može da pomogne svoje snage u različitim situacijama. Zamena za "napad na crnu postigne" kutija skup "Tamna Osveta" boks-set, koji uključuje tamne Anđeli i haos prostora morskih modela. Neki od uslovni otpust boks-setovi Tamne osvetnik, sadrži ograničeno izdanje inkuirer-kapelan mračnih Anđela.

### Sedmo izdanje (2014)
Najavio je u 15 izdanju časopisa Beli patuljak, pred-narudžbi za 17. maj, kao Datum izlaska 24. maj 2014.
1. izdanje videla nekoliko velikih promena u igri, uključujući posebnu psihičku fazu, kao i Psihičke sposobnosti, radio u celini,[16] i nestalan u sred igre taktičkih zadataka. Taktičke ciljeve daju igračima alternativni načina da se postigne pobede bodova, i na taj način pobediti. Ovi ciljevi mogu da variraju u različitim trenucima tokom igre.

Kao i ovi dodaci, 7. izdanje predstavio novi način organizacije liste vojske. Igrači mogu da igraju kao iskusan u borbama, čineći listu baš kao i 6. izdanje, ili Slobodnih, koji vam omogućava da koristite sve modele, oni su potrebni, ignorisanje snage organizacione grafikona. pojačanja daju iskusan u borbama protiv vojske. Pored toga, Gospoda vojnih jedinica, koji su moćne jedinice, koje su ranije bile samo u velikim ("Apokalipsa") igre, sada uključeni u standardni skup pravila, i da su normalan deo snaga organizaciona struktura.

### Osmo izdanje (2017)
Objavljeno je 22. aprila 2017 na Warhammer društvenoj stranici, pre-narudzbine od 3. juna, i datum izdavanja 17. juna 2017.
1. izdanje je suštinski revizija prethodnog izdanja sa igrom, što ga čini lakšim za nove igrače da uđu u hobi i počnu da igraju. U tom smislu, igra je predstavio tri načina da se igraju koncept: otvorena, dala, i naracija.[21] Osnovna pravila su pojednostavljena do 14 stranice, kako je besplatan PDF knjižica na seminar igre sajt.[22] Više složenih pravila i dalje ostaje u igri mehaničar, našli u novom čvrstim koricama kod pravila. Instalacija za 8. izdanje takođe je ažuriran, sa Galaki bili podeljeni na pola snagama Haosa[23] i Primarhom Roboute Guilliman da se vratimo, da dovede Imperium, kao Lord-komandant, počevši sa oporavak opustošenih svetova kroz Indomitus krstaški rat.[24]
2. izdanje uveden novi boks-set pod nazivom "Dark Imperium", koji je pokazao novu frakciju u igru: Primaris Space Marines, kao i ponovno uvođenje novih likova i pravila za smrt stražara.

## Instalacija
U Warhammer 40000 igre se odvija u naučno-fantastičnom Univerzumu, čiji su ekstremni dystopianism inspirisao reč "grimdark" – od igre slogan, "u sumornim tami daleke budućnosti, postoji samo rat" – kao oznaka slično podacima ili nemoralna fantastike.
Većina priča se dešava u 41om milenijuma, odnosno oko 38 000 godina u budućnosti. Ljudi su se naselili više od milion svetova širom galaksije, od kojih je većina nalazi pod vlašću Imperiuma, okrutno teokratiski režim je jedan u svom bogosluženju Svetim Bogom-cara čovečanstva. Uprkos svoje veličine i snage, Imperiuma tetura na ivici kolapsa zbog kombinacije eskalacije rata, korupcije, birokratski neefikasnosti i tehnološke stagnacije. 
Imperiuma je u neprekidnom stanju rata sa brojem neprijateljskih snaga:
- Tau, mladi, idealističeski rasa koja želi da ujedini rase galaksije pod njihovom vlašću, u ime "višeg dobra." Iako oni vole da mirno apsorbuje druge rase, oni su sasvim spremni da koriste vojnu silu, prisilnu sterilizaciju i kontrolu nad razumom implanti, da uguši otpor.
- Nekronov, skeletnih robota po uzoru na dekorativni i arhitektonski kultura Drevnog Egipta. Oni predstavljaju relativno nedavnu pretnju, poreklom tokom 60-miliona godina sna, i nastoje da povrati svoju bivšu imperiju i da povrate svoju staru telo tela.
- Eldar, vanzemaljci-humanoidi po uzoru na višim vilenjaka uobičajene u fantastiku. Eldar žive dugo, ali umiru. Oni su često vide čoveka kao niža bića, i mogu ni da pomogne, ili da se bori sa njima, da zadovolji sopstvene interese.
- Tamni Eldari, rođaci Eldara, koji ritualno muči drugih bića, da se spreči smrt, kao Boga Haosa Slaaneša će ih konzumiraju duše, ako oni stalno umiru.
- Tiranidi, oblaci se brzo razvija, sve proždirućih bića izvan galaksije, pod kontrolom geštalt kolektivni um, koji ima za cilj da apsorbuje sav život.
- Orkovi, čije proste ličnosti, bezbrižne taktike i nabudžena tehnologije čine ih komičnom družinom, ali ne manje brutalnom i smrtonosnom.
- Snage Haosa. Kombinacija svemirskih padobranaca Haosa, oštećeni ljudi, i demoni, koji služe bogovima Haosa.

Haos bogovi žive u Warp-u (sr - "vorpu"), paralelnom dimenziji nepredvidiv mentalne energije, od kojih psajkeri izvlače energiju i kroz koje brže od brzine svetlosti putovanja moguće. Haos zauzima centralno mesto u okruženju i da je glavni uzrok velikog sukoba u galaksiji. Tokom milenijuma, snage Haosa uništili sve lepe i prosvećene civilizacija starog, u poslednje vreme sabotira cara čovečanstva sa pokušaj da se povuče čovečanstvo u Novo doba prosvetiteljstva i prosperitet. To je koruptiralo telo i dušu i uništilo rasu Eldara. To snage tamne Eldar na večno novim padove razvrata, i redovno šalje trupe demona i oštećen smrtnog terorišu i ubijaju stanovnike realspace-a. Haos postoji samo za čuvanje i distribuciju tamne bogovi radost samo na uništenje i haos su da seje. Četiri glavnih bogova Haosa nazivaju Khorne, Tzeentch, Nurgle i Slaanesh.

## Igra
Dva ili više igrača učestvuje u igri, svaki Filding grupu jedinica. Veličina i sastav ovih grupa, koje svoje armije, utvrđuju sistem bodovanja, uz svaki blok (statua) dodeljuje vrednost u bodove otprilike proporcionalno njegova vrednost na bojnom polju; bolje blok ili model vredi više bodova. Pre utakmice igrači dogovore, na koliko bodova će se koristiti kao maksimalnu vojske i prikuplja trupe do krajnjih granica. Sastav ove vojske, po pravilu, ograničen propisima, koji se nalaze u Warhammer 40000 knjiga pravila, kao i u brojnim vojska-specifične svodovi nazivaju kodeksa. Ova pravila i lekova, po pravilu, uzeti ozbiljno među igračima. Zajedničke igre veličine od 500 do 2000 poena i igrao na stolovima četiri metra u širinu i četiri do osam metara u dužinu, ali možete igrati mnogo više od igre.
Na početku svake igre, skup pravila i ciljeva određuje se za toj bici. Kao kolektivno nazivaju scenario ili misija se igra. Igrači su fiksne i osnovni cilj, koji se kreću od odbrane ili osvajanja sekcije za uništavanje neprijateljskih jedinica. Dodatna pravila mogu biti uslovi za borbu drugo vreme u toku dana (na primer, noćni borba') ili u sredinama koje utiču na snage i sposobnosti. Ovi scenariji mogu biti jednostavni, uzimajući samo sat ili tako da se završi, ili oni mogu biti prilično komplikovani i zahtevaju nekoliko sati ili čak dana da se završi. Niz scenarija mogu biti organizovani u okviru kampanje, u kojoj dva ili više igrača bore jedni protiv drugih u nekoliko bitaka. Ove kampanje mogu da imaju svoje posebne propise i, po pravilu, su povezani pričom, koja može da se razvija na osnovu rezultata svakog scenarija. Mnogo scenarija i kampanje razvijeni Games Workshop i štampana u kodova, svodova pravila ili beli patuljak. Pored toga, igrači mogu da kreiraju sopstvene skripte ili da kreirate nove kampanje od unapred pripremljenih scenarija.
Igra je podeljena na "faze", u kojoj svaki igrač kreće, pokazuje psihičke sposobnosti (ako je moguće), puca, i/ili učestvuje u bliskoj borbi sa različitim jedinicama. U fazi kretanja igrač određuje pravac i udaljenost pojedinih jedinica će, ako posebnim norma nije predviđeno drugačije. Neke jedinice mogu da putuju dalje od drugih u jednom koraku, i selo može ometati kretanje. U fazu snimanja, igrač ima priliku da uradi velike napad sa jedinicama koje se nalaze u zoni domašaja neprijatelja. U napad fazi, jedinice mogu ući u bliske borbe sa neprijateljske юnitam u blizini. Napad faza se sastoji od dva podfaz - punjenje podfazы i borba podfazы. U dužnosti podfazы, igrač najavljuje bloka(s) on želi da naplati. Sledeći protivnik odluči da 'patrole'(reakcija) vatra. U borbi podfazы, trupe vstupali u zakručennom bliski'. Blokova gomila i sa većim inicijativa rezultat (ponekad usporen oružje izabrao) prvi udarac u borbi. Žrtve su rešeni, i, kao po pravilu, sa jedne strane, morati da prođe moral ček ili da se povuku. Tu je i psihološki faza, u kojoj igrači mogu da koriste model, poznat kao Psайkerы obavlja posebne aktivnosti (koje se određuju, neki slučajno, pre utakmice ), da nema drugih modela. Nakon toga, kao jedan igrač prolazi sve četiri faze igre prenosi neprijatelja. Slučajni događaji, kao što su oružje pogodaka i promašaja određuje roll od šest grannik (imajte na umu da svodovi koristiti reč "kockice" da označi jedan umre) i jedinica karakteristika. poseban kocku, zove spot kockice se koristi za određivanje odstupanja za manje precizne događaja, kao što su granatiranje ili rezervnih delova raspoređivanje na bojnom polju, uz pomoć ilegalnih sredstava.
Za razliku od nekih ratna igara, Warhammer 40000 nije igrao na hek karte ili bilo koji unapred određenu igru. Umesto toga, blokovi mogu biti postavljeni od 12 inča od ivice do ivice stola. Izbor između i između jedinica je važan za sve tri faze igre. Udaljenost se meri u centimetrima sa vladarom. Određivanje vidljivosti vrši se na "model oči": igrači mogu da sagnuti da posmatraju saveta od modela tačke gledišta. Pobeda se određuje poena, obračunate za obavljanje zadataka i/ili uništavanje neprijateljskih jedinica.
Bendžamin Foks, u "izvođenju ratne igre", tvrdi da je interakcija igrača na bojnom polju odražava sve delove "performanse": scenario, dramaturgiju i pozorište. On poredi ratne igre kao Warhammer Fantasy i Warhammer 40000 za uloga igranje igara , kao što su tamnice i zmajevi i rekao je dinamičan karakter bitke, gde je svaki sukob razlikuje od poslednjeg.
Teren je takođe važan deo igre. Iako Games Workshop prodaje komplete terena, mnogi ljubitelji vole da rade svoj razvoj i jedinstvenu scenografiju. Zajednički predmeti za domaćinstvo, kao što su čonservnыe bankы bezalkoholnog pića, šoljice za kafu, stiropora ambalažu, i pilula boce mogu da se konvertuju u shattered sabora, stranac staništa, ili drugi terena sa dodatkom plastičnih kartica, git, veštine i kreativnost kreatorke.
Takođe možete igrati u Warhammer 40k preko mreže koristeći java na osnovu VASSAL Engine , za koji Warhammer 40k modul je objavljen. To je simulator za društvene igre i mogu da igraju samo protiv drugih igrača. Nakon izlaska 5.2 verzija modula Games Workshop zahtevao da vodeći programer zaustavi razvoj modula.

## Suplementi i dodaci
Postoje mnoge varijacije pravila i liste vojske, koji može da se koristi, kao po pravilu, uz saglasnost protivnika. ova pravila se nalaze u Games Workshop izdanje Beli patuljak, na sajtu radionica igre, ili u kovačnici sveta "Imperial Armor" publikacija.
Pravila Warhammer 40000 su dizajnirani za igre od 500 do 2.500 bodova, pri čemu granice veštačke strukture organizacije snagu grafika čine igru sa velike vrednosti teško igrati. U odgovoru na primedbe igrača, Apokalipsa pravila proširenja uvedena da bi 3000+ tačka igre. Igrači mogu polje svega 1.000 ljudi-Poglavlje svemirskih padobranaca , a manji odred, oko 30-40 se obično koristi u standardnoj igri. Apokalipsa takođe sadrži pravila za upotrebu velike ratne mašine, kao što su titani.
Grada smrti (rekonstrukciju Kodeks isti battlezone: Cityfight) uvodi pravila za ulične borbe i gerilskog rata, i takozvani "stratagems", uključujući i zamke i utvrđenja. Ona takođe ima sekcije posvećene modelovanje urbanih područja i dati su primeri vojski i vojnih liste po uzoru na temu urbane borbe. Ovaj rad je unapređen do 7-og izdanje sa izdavanjem štit Baala: Levijatan.
Planetstrike, objavljen 2009. Postavlja pravila koja omogućavaju igračima da predstavlja ranim fazama planetarnog invazije. Nova dinamika igre, kao što su podela igrača na napadač i branilac, od kojih svaki ima različite taktičke prednosti s obzirom na njihovu ulogu; na primer, napadač može duboko da udari sve pešadijska, skok pešadije i monstruozne bića na bojnom polju, dok je branilac može podesiti sve terena na bojnom polju.
Planetarne imperije, objavljen u avgustu 2009. godine, omogućava igračima da koordinira tenku punom kampanje, sadrže više bitaka, od kojih svaki koristi standardne pravila ili odobreni aditivi, kao što su Planetstrike, gradova smrti ili Apokalipse. Donošenje kampanje prate kroz šestougaoni pločice za podnošenje ove kontrole teritorije u okviru kampanje. Struktura je slična Warhammer Fantasy moćnih carstava.
Borbene misije, objavljen u martu 2010, ovaj dodatak sadrži niz zadataka sa specifičnim ciljevima, svaka rasa ima 3 različite misije, koje se mogu reprodukovati, ove misije utvrđuje se kotrlja kockice i, po pravilu, biraju od 2 armija koristi. Oni još uvek koriste standardne pravila iz Warhammer 40000 knjiga pravila.
Predvodnici, objavljen u maju/junu 2010. godine, omogućava igračima da igraju igre sa velikim akcentom na oklopnih i mehanizovanih snaga. Najznačajnija promena u igri je uključivanje posebnih "inicijative formacije;" i veću fleksibilnost u snagu organizacije. "Predvodnici formacije" predstavljaju novi i druge snage, organizacije sistema standardnih do 40k. Igrači sada imaju mogućnost da koriste sve deo ili ni jedan od standardnih snagu organizacije. Predvodnici takođe uključuje nove opcije raspoređivanje i scenarije. Ovo proširenje se proizvodi u saradnji kroz igru Radionica sajt, kao i besplatno preuzimanje, tako i kroz kompanije mesečni hobi časopis Beli patuljak.
Smrt sa neba, objavio februaru 2013. godine, sadrži pravila za igre sa akcentom na avion. Postoje specifična pravila za svaku vrstu avijacije, a takođe i igre misija. Značajne za uključivanje u ovom izdanju "varlord crte" za svaku rasu, koji se bave posebno sa aviona. Ovaj dodatak je i dalje koristi ista pravila kao i Warhammer 40k pravila. Dobio update do 7-og izdanje sa štit Baala: Levijatan.
Bedem napad, objavljen je u decembru 2013. godine, predstavlja 48-strana proširenja, koja sadrži nekoliko pravila za jačanje u igri, kao i pravila dodatne utvrđenja, koji su navedeni u početnom 6. izdanje kod pravila.
Eskalacije, objavljena u decembru 2013, sadrži pravila za igre sa super teških vozila, kao po pravilu, ograničeni na samo Apokalipsa događaja, u normalnim događaja.

## Snaga
Up-to-date spisak kodova, vidi Kodeks alimentarius (Warhammer 40000)

### Trenutna armija (8. izdanje)

#### Imperium čoveka
Nakon sto je carem najomiljeniji sin, Horus, izgubio u njegovoj jeresiji, lojalni legije Space Marines su podeljeni u male glave od 1.000 pešadije svaki, da se spreči jeres na skali Gora je od desiti ponovo. U 41. milenijuma niko tačno ne zna koliko prostora pešadije postoji zbog konstantnog stanja rata Imperiuma čoveka. Opšta ideja je u tome, da postoji 1000 poglavlja, svaka sa 1000 marinaca.
- Space Marines
  - Andjeli Krvi
  - Tamni Andjeli
  - Sivi Vitezovi
  - Pesnica Imperije
  - Celicne Ruke
  - Gavranovi Cuvari
  - Salamander
  - Сvemirski Vukovi
  - Ultramarinci
  - Beli Ožiljci
  - Straza smrti (sastoji se od veterana iz različitih poglavlja)
- Astra Militarum
- Adeptus Ministorum
- Adeptus Custodes
- Sestre tišine
- Adeptus Mechanicus
  - Skitarii
- Inkvizicija
- Carski Vitezovi
- Ofic Assassinorum

#### Snage Haosa
Nakon građanskog rata pod nazivom "jeres Horusa" i legije sastava, koji se pridružio Horusa su slomljena, oni su pobegli u oči užasa, beže u Warp. 10 000 godina kasnije, prelom Space Marines Haosa legije podeljena na mnoštvo jedinica, međutim devet legije i dalje postojati u nekom obliku, a neki od njih više od jedne od drugih.
- Haos Space Marines
  - Alfa Legija
  - Crna Legija (kasnije poznati kao sinovi Horusa)
  - Straza Smrti
  - Carevi Sinovi
  - Gvozdani Ratnici
  - Noćni Gospodari
  - Hiljadu Sinova
  - Nosioci Reci
  - Prozdiraci Svetova
- Odmetnici Vitezova
- Odmetnici i jeretici
- Demoni Haosa

#### Zinos
Zinos - to je carski kolektivni termin za sve ne-ljudske vrste. Zinos snage su ozbiljna pretnja za Imperiuma. 
- Mracni Eldar/Drukhari
- Eldar
  - Eldar Harlequins
- Nekroni
- Orkovi
- T'au Carstvo
- Tiranidi
  - Genestealer Kultovi
- Ynnari

### Ukinute vojske
- Cučnjevi takodje poznati kao svemirski patuljci (snimljen sa pozadinu i na kraju 2. izdanje, iako su se pominju prvi put za skoro 20 godina u 6. izdanje glavni knjige pravila, a nedavno su objavljeni model dolazi do 2017 Warhammer 40000 odlomak Necromunda Underhive)
- Daemonhunters (zamenjen sa sivim vitezova tokom 5. izdanje)
- Lovci na veštice (zamenjen sestre bitke za 5. izdanje)

## Film
- decembar, 2010,[38] Ultramarine: Warhammer 40,000 film je pušten direktno na DVD. Film sa kompjuterskom grafikom fantastičnih se gradi oko Ultramarine poglavlja Space Marines. Scenario za film napisao je Den Abnett, Games Workshop Crna Biblioteka Autor. Film je bio glavni Kodeks slike, britanska kompanija, na osnovu licence iz igre radionici. U filmu koristi animirane lice tehnologiju za snimanje slike metrika.

## Romani
Nakon prvog puštanja u 1987. godini, radionica igra Warhammer 40,000 ratna igra kompanija je počela izdanje priručne literature, što proširuje prethodni materijal dodaje novi materijal, i opisuje univerzum, svoje heroje, i događaji u detalje. Od 1997. godine glavni deo osnovne literature objavljuje ogranak otisak crne biblioteke. Povećanje broja fantastičnih umetničkih širi spisak autora objavljeni u nekoliko formata i medija, uključujući audio, digitalni i štampe. Većina radova, koji uključuju u sebe full-dužina novele, romani, priče, stripove, audio predstave, deo tog knjige serije.

## Spin-offs i slična fantastika
Games Workshop je proširio Warhammer 40,000 Univerzuma tokom godina, da obuhvati nekoliko spin-off igre i umetničke radove. Ovo proširenje je počeo u 1987. godini, kada je Games Workshop pitao Skot Roэn pišu prve serije "književni prisluškivanja". To je na kraju dovelo do stvaranja crno Biblioteka, Izdavačka odeljenje igre pogon, u 1997. godini. Knjige, objavljene su centralno backstori u Warhammer Univerzuma. Crna Biblioteka takođe objavljuje Warhammer 40000 stripove.
Nekoliko zanimljivih minijaturnih igra spin-off previše su stvoreni, uključujući i prostor krstaški rat, prostor Hulk, borbenog Gotike, epske 40,000, Inkvizitor, Gorkamorka, Necromunda i Assassinorum: izvršenje snage. To kollekcionnaя igra sa kartama, mrak, sformulirovanih u deklaraciji milenijuma, je pokrenut u oktobru 2005. godine na radionici podružnica u vlasništvu kompanije, Sablezub igre. Istorija kartica igra počinje krajem jeresi Horusa luka u igru priča i sadrži četiri frakcije: Imperium, orkovi, Eldar i haos.
U 1990-ih godina, Games Workshop sarađuje sa strateškog simulacije (SKU) za proizvodnju tim taktičke igre , kao što su Warhammer 40,000: haos kapije , kao i turn-based simulacija rada, kako u Warhammer 40,000: obredi rata. Prostor krstaški rat, prvi video igre serije, pohvalio da je "verni transformacija društvene igre, bord, koja se može videti u 2D i izometrijski pogled na pogled (Barker, 1992)."
Games Workshop licenciranu igri Warhammer 40,000 u kompaniji THK 2001. godine i objavio je pucačina iz prvog lica pod nazivom Požara ratnik. igra je dobila uglavnom osrednji kritike, uključujući i od 6.0 10.0 od IGN. novija izdanja iz THK su strategija u realnom vremenu igre: Dawn of War, Dawn of War – zimskoj oluji, Dawn of War – Dark crusade, i Zora rata – u soulstorm. Dizajniran RTS veterana nasleđe zabava, koji su ranije napravili nagrađivani Domovine i nemoguće bića, one su znatno više popularne i dobro primljen, sa zore rata tkanje 4,5 od 5 od sajta gamespy. (koja je bila vodeća u online deo igre).
Nastavak Dawn of War, Dawn of War II, kojije objavljen u februaru 2009. godine, i njegove prve ekspanzije, haos raste u martu 2010. godine i drugi dodatak odmazde u martu 2011.godine.
Još jedna igra pod nazivom Warhammer 40,000: kosmodesantnik, razvijen od strane kompanije Relić Entertainment, najavljeno je 28. maja 2009. godine. On je trećim licem akcije/strelac na PS3, Iksboks 360 i PC, i bio je pušten 6. septembra 2011.godine.
Warhammer 40,000: Večni krstaški rat - to na mreži pucačina iz trećeg lica za video igre. Igra je objavljena 23. septembra 2016 za Vindovs.
Iako su planovi da se stvori miran Warhammer 40000 "olovka i papir" igranje uloga igra sa samog početka, ovi bili neuspešni u godinama, i pre zvaničnog Warhammer 40000 igranje uloga igra je objavljena samo u 2008. godini, sa izborom mrak jeresi na crno sektorima, u Gv pomoćni. Ovaj sistem je kasnije dozvolu za let fensi igre za stalnu podršku i proširenje.
Ranije Games Workshop licenciranih broj Warhammer 40k tematske proizvodi za let fensi igre. Fantasy let igre specijalizovana za desktop, kartica i uloga igranje igara. Uključeni u licencu proizvoda:
- Jeres Horusa - igra na tabli sa naglaskom na poslednju bitku jeresi Horusa Bitka za carski Dvor; ova igra je redefinisanje igre sa istim imenom, kreirane Džervis Džonson je tokom 1990-ih godina.
- Spейs Hulk: Angel of death - igra sa spajanja društvene igre i igre sa kartama mehanike, zasnovana na popularnoj "svemirski Hulk" igra na tabli, gde space marines protiv Genokradov.
- Prostor Hulk: Anđeo smrti, kartica igra - igra sa kartama verzija Spейs Hulk. Igrači kombinuju u prostor troopers da obrišete infekcije Genokradov na napuštenom svemirskom brodu.
- Warhammer 40000: osvajanje - to je živa kartica igra u kojoj igrači kontrolišu različitim frakcijama Warhammer 40000 da vladaju sektoru.
- Zabranjeno zvezda - igra na tabli, koja jame 4 popularna igra Warhammer 40,000 trka jedni protiv drugih, da prati ciljeve i sigurne sektor za sebe.
- Nasleđe - to je adaptacija društvene igre talisman , da u Warhammer: 40,000 okruženju.
- Tamna jeres - olovka i papir igranje uloga igra u kojoj igrači mogu da preuzmu na sebe ulogu ćelije Inkvizitorskie prislužniki, ili uzeti drugi i ne manje malih scenario po pravilima igre. Preporučene scenarija i pravila predstavljaju dobar balans između posledica i borbenih sudara.
- Prevarant - olovka i papir igranje uloga igra deljenje mnogi od njegovih glavnih mehanike sa tamnom jeresi, u kojoj igrači preuzimaju ulogu istraživača, čiji je rang i višim privilegijama omogućavaju da putuju van Imperiuma granica. Zahvaljujući ogromnoj ekspanziji na hohštapler, kampanje može u velikoj meri varira i smenjivati o divljači majstora. Najviše značajnu razliku od bilo kog drugog Warhammer 40000 igranje uloga igra imena je u tome što on sadrži pravila za kapital brod dizajn i prostor bitka.
- Na stražu smrti - olovka i papir igranje uloga igra, takođe dele mnogi od njegovih glavnih mehanike sa tamnom jeresi i Roug trgovca, on omogućava igračima da igranje uloga igre kosmodesantnikov Adeptus Astartes, koji gen povećane nadljudski elitnih borbenih jedinica Imperiuma. U svetlu toga, njena pravila snažno naglašava borbi protiv najtežih ili brojčano neodoljiv šansi neprijatelja, a ne za pregovore i istrage, u odnosu na tamnoj jeresi ili prevarant.
- Crna crusade - olovka i papir igranje uloga igra, takođe dele mnogi od njegovih glavnih mehanike sa tamnom jeresi, prevarant, i Gravedigger, crna krstaški rat omogućava igračima da igranje uloga igre haos-oštećeni likovi. U ovom članku će biti zaključen sa dodacima. To je, posebno, se razlikuje u tome što ona omogućava mnogo više u slobodnoj formi, razvoj karaktera, sa iskustvom čija vrednost određuje odnos sa Bogom Haosa.
- Samo rat - nova faza FFG olovke i papira Warhammer 40000 igranje uloga igra, samo rat stavlja igrača u čizme Carske garde, vojnika Imperiuma čoveka. Bez obzira na ljudskom nivou, karakteristike likova, on takođe naglašava borbu za interakciju, baš kao Gravedigger.

## Spoljašnje veze
- Warhammer 40000 na fordž sveta "velike topove"